# (35656) 1998 OZ12
1998 OZ12 (asteroide 35656) é um asteroide da cintura principal. Possui uma excentricidade de 0.09910730 e uma inclinação de 13.99266º.
Este asteroide foi descoberto no dia 26 de julho de 1998 por Eric Walter Elst em La Silla.